# Квитка Полонины
Кви́тка Полони́ны (укр. Квітка Полонини) — бальнеологический курорт в Закарпатской области Украины. Расположен в 7 км от города Свалява, в долине реки Пиня. Входит в состав Свалявской группы курортов.
Санаторий был открыт 4 февраля 1965 года. Для лечения используются из источников три вида углекислой минеральной воды: «Лужанская-4», «Лужанская-7» и «Поляна Квасова». На территории имеются оздоровительный комплекс «Сузирья», крытый бассейн, бильярд, боулинг, конференц-залы, кафе.

## История
История его создания началась в 1946 году, когда Институт геологических наук Академии Наук Украины (ориг. Институт геологічних наук Академії Наук України) начал детальное изучение гидрогеологической среды лугов.
В 1960 году, согласно постановлению ЦК КПУ и Совета Министров УССР о дальнейшем развитии курортов на Закарпатье, было принято решение о строительстве новых здравниц ( санаториев ) в области на период до 1967 года.
Санаторий "Квитка Полонины" был открыт первым: начал функционировать спальный корпус на 150 мест, в котором также были расположены лечебно-диагностические кабинеты. Также был еще один корпус — летний на полсотни коек, который действовал лишь 3-4 месяца в году.

## Галерея
- Санаторий Квитка Полонины, корпус Сузирья
- Корпус санатория, где находится регистрация отдыхающих
- Территория санатория Квитка Полонины, лечебный корпус санатория
- Территория санатория Квитка Полонины
- Бассейн в корпусе «Сузирья»